# Мегель Юрій Євгенович
Ю́рій Євге́нович Ме́гель (нар. 4 травня 1947) — доктор технічних наук, професор, Академік Міжнародної академії авторів наукових відкриттів та винаходів, завідувач кафедри кібернетики Харківського національного технічного університету сільського господарства імені Петра Василенка (тепер — Державний біотехнологічний університет).

## Біографія
Юрій Євгенович народився 4 травня 1947 року в м. Харків.
У 1964 році працював на Державному союзному заводі зв'язку № 10 на посаді регулювальника радіоапаратури.
У 1965 році працював у науково-дослідному секторі Харківського інституту гірничого машинобудування, автоматики та обчислювальної техніки.
Протягом 1965 по 1972 роки Юрій Євгенович працював завідувачем лабораторії кафедри радіопередавальних пристроїв Харківського інституту радіоелектроніки.
У 1966 році працював навчальним майстром кафедри радіопередавальних пристроїв Харківського інституту радіоелектроніки. З 1966 по 1972 роки навчався на вечірньому відділенні Харківського інституту радіоелектроніки за спеціальностю «Радіотехніка».
У 1972 році закінчив Харківський інститут радіоелектроніки, радіотехнічний факультет.
З 1972—1973 роки проходив службу в лавах Радянської армії; працював на посадах інженера, старшого інженера.
З 1978 року працював старшим науковим співробітником кафедри радіопередаючих пристроїв Харківського інституту радіоелектроніки.
З 1979 по 1980 роки начальник групи лазерного зондування 24 Радянської Антарктичної експедиції на станції «Молодіжна».
З 1981 по 1985 роки навчання в аспірантурі Харківського інституту радіоелектроніки ім. акад. М. К. Янгеля за спеціальністю «Радіотехнічні пристрої та системи».
З 1981 пр 1982 роки начальник групи лазерного зондування 27 Радянської Антарктичної експедиції ААНДІ на станції «Молодіжна».
У 1987 році Юрій Євгенович працював асистентом кафедри радіопередавальних пристроїв Харківського інституту радіолектроніки ім. М. К. Янгеля.
У 1988 році захистив дисертацію на здобуття вченого ступеня кандидата технічних наук.
З 1991 по 1992 роки працював асистентом кафедри генерування і формування сигналів Харківського інституту радіоелектроніки.
У 1992 році працює на посаді доцента кафедри кібернетики Харківського інституту механізації та електрифікації сільського господарства.
У 2004 році захистив дисертацію на здобуття ступеня доктора технічних наук за темою «Методи, моделі і засоби автоматизації біотехнологічних процесів в тваринництві».
У 2005 році отримав звання професора кафедри кібернетики Харківського національного технічного університету сільського господарства імені Петра Василенка.
З 2011 року Юрій Євгенович завідувач кафедри кібернетики Харківського національного технічного університету сільського господарства імені Петра Василенка.
З 2021 року Юрій Євгенович завідувач кафедри кібернетики та інформаційних технологій Державного біотехнологічного університету.

## Праці
Мегель Юрій Євгенович автор понад 230 друкованих наукових і навчально-методичних праць, у тому числі: 9 авторських свідоцтв та 14 патентів на винаходи, 5 навчальних посібників, з них 3 англійською мовою.

## Відзнаки та нагороди
- Диплом за активну діяльність в підготовці малого Міжнародного салону винаходів і нових технологій «Новий час» (2007)
- Диплом за високий науково-технічний рівень розробки, представлений на III Міжнародному салоні винаходів і нових технологій «Новий чвс» (2007)
- Сертифікат учасника XXVII Міжнародної науково-практичної конференції «Применение лазеров в медицине и биологии» (2007)
- Диплом за активную организационную деятельность в подготовке и проведении III Международного Салона изобретений и новых технологий («Новое время») (2007)
- Золотая медаль за разработку Способ определения жизнеспособности эмбрионов (2007)
- Почесна медаль Академії «За заслуги в деле изобретательства» (2008)
- Почесна грамота за високий рівень науково-технічних розробок, представлених в салоні «Новий час» (2008)
- Золота медаль за розробку Способ диагностирования патологии у животных и птицы (2009)